# Železniční trať České Budějovice – Gmünd
Železniční trať České Budějovice – Gmünd (v jízdním řádu pro cestující označená číslem 199) je jednokolejná trať, část celostátní dráhy, která vede z Českých Budějovic přes České Velenice do stanice Gmünd NÖ v Rakousku.

## Historie

### Vznik
Trať byla postavena společností Dráha císaře Františka Josefa, provoz byl zahájen v roce 1869.

### Elektrizace trati
V letech 2006–2010 probíhala elektrizace trati soustavou 25 kV 50 Hz AC. Současně byly železniční stanice Nová Ves u Českých Budějovic, Borovany, Jílovice a Nové Hrady vybaveny elektronickými stavědly ESA 11, která jsou dálkově ovládána z Českých Budějovic. Elektrický provoz v úseku České Budějovice – Nové Hrady byl zahájen 18. ledna 2009, v úseku z Nových Hradů do Českých Velenic projel první elektrický vlak 10. června 2010 a v úseku České Velenice – Gmünd NÖ 9. června 2010.

## Stanice a zastávky

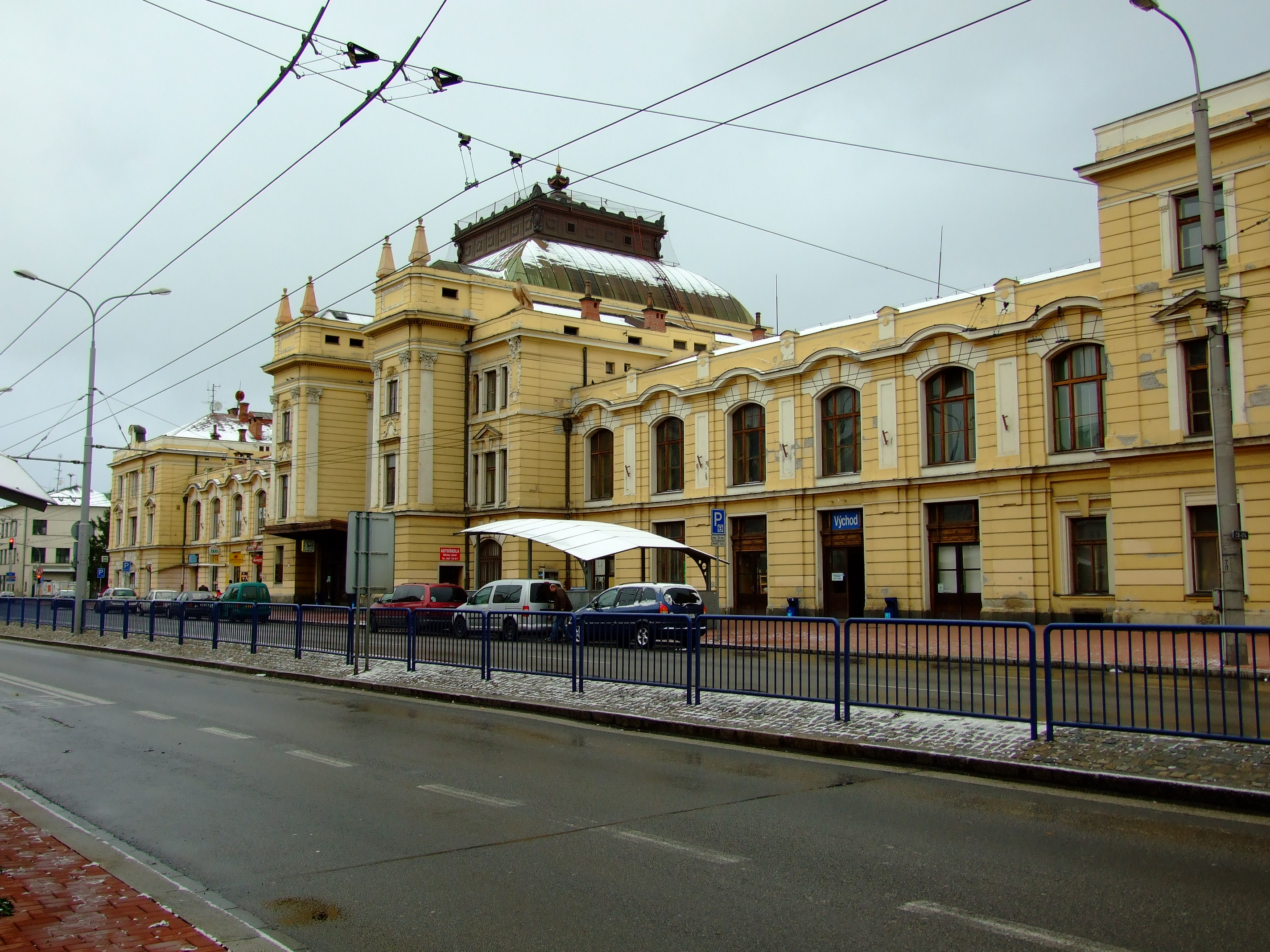
stanice České Budějovice
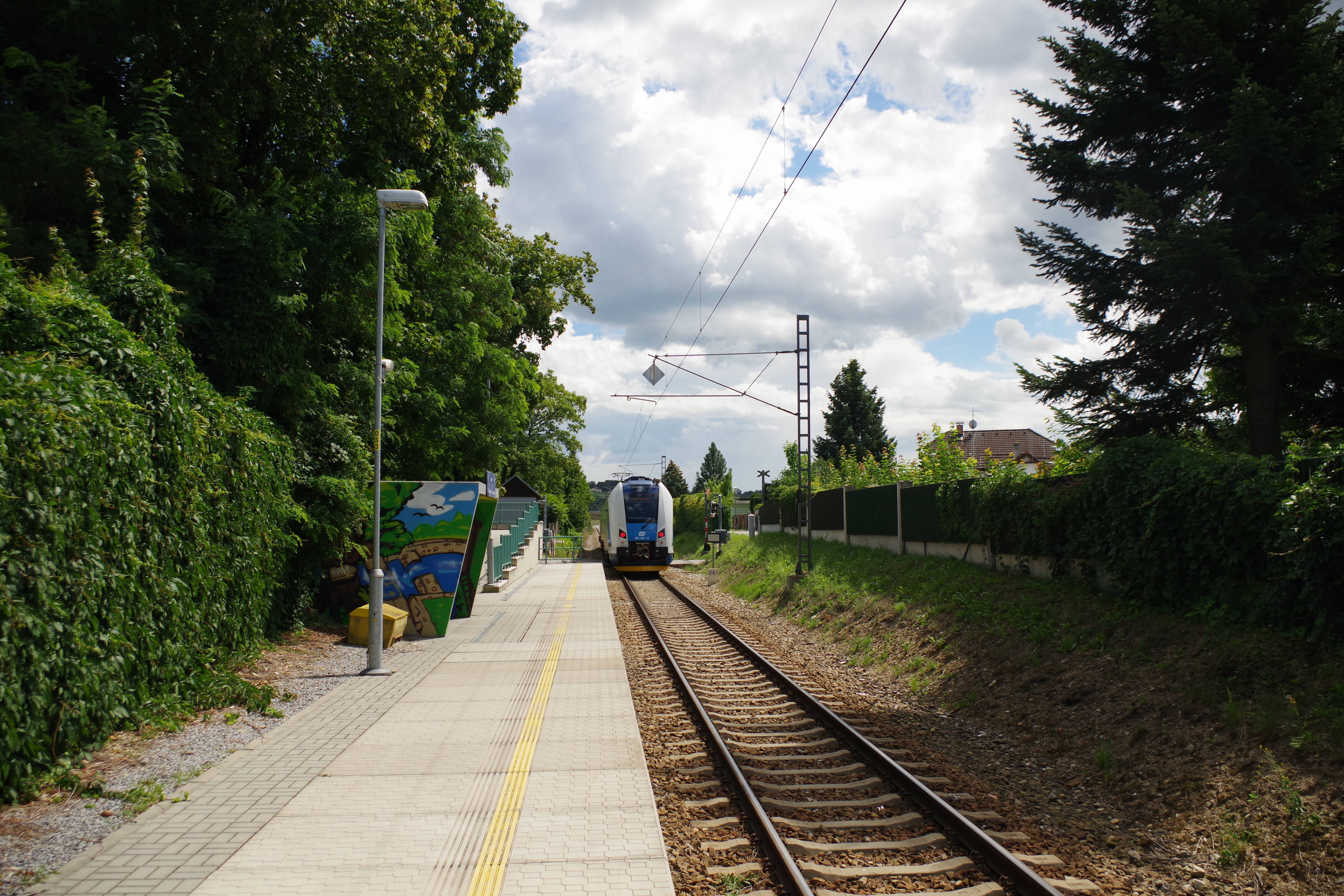
zastávka Nové Hodějovice
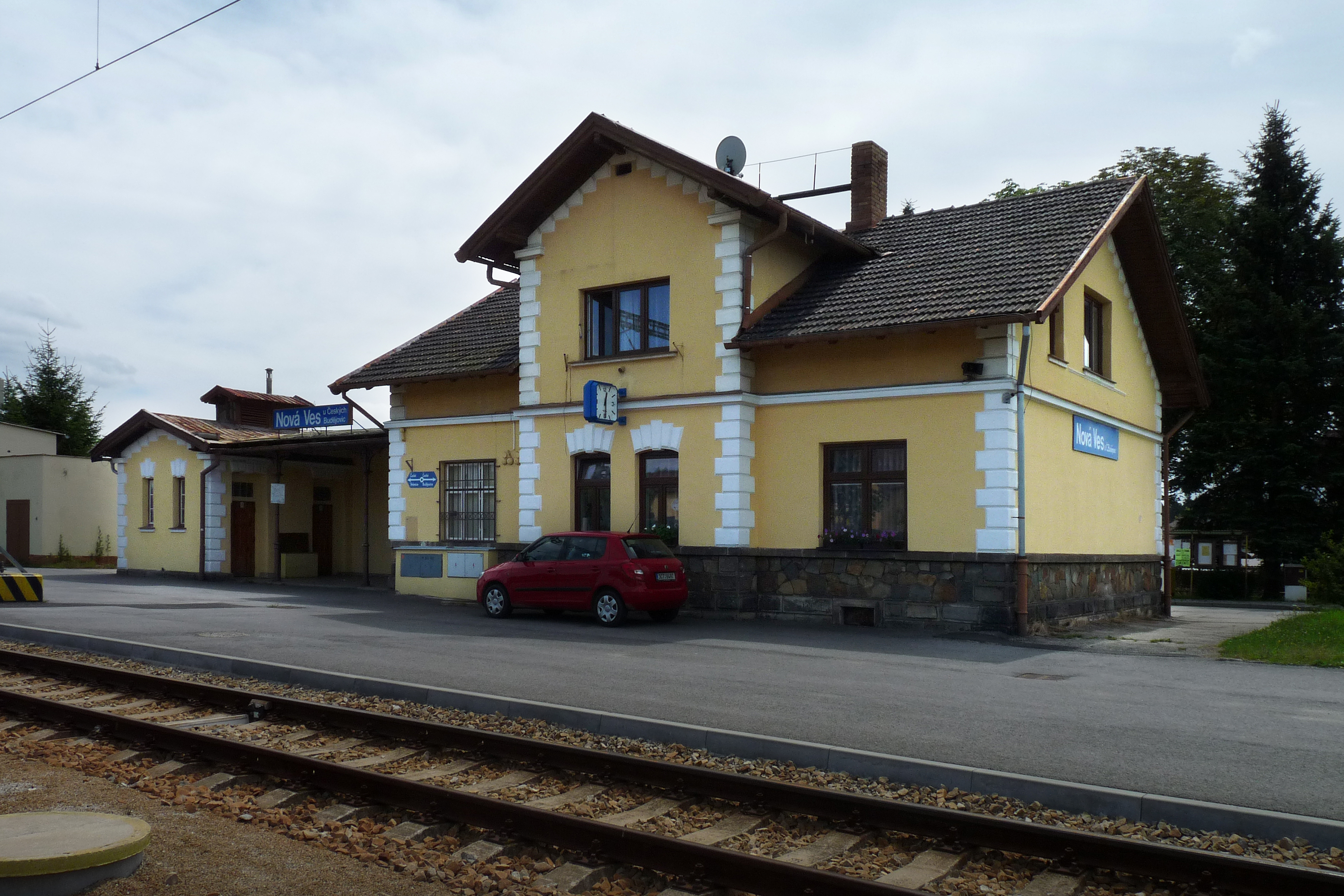
stanice Nová Ves u Českých Budějovic
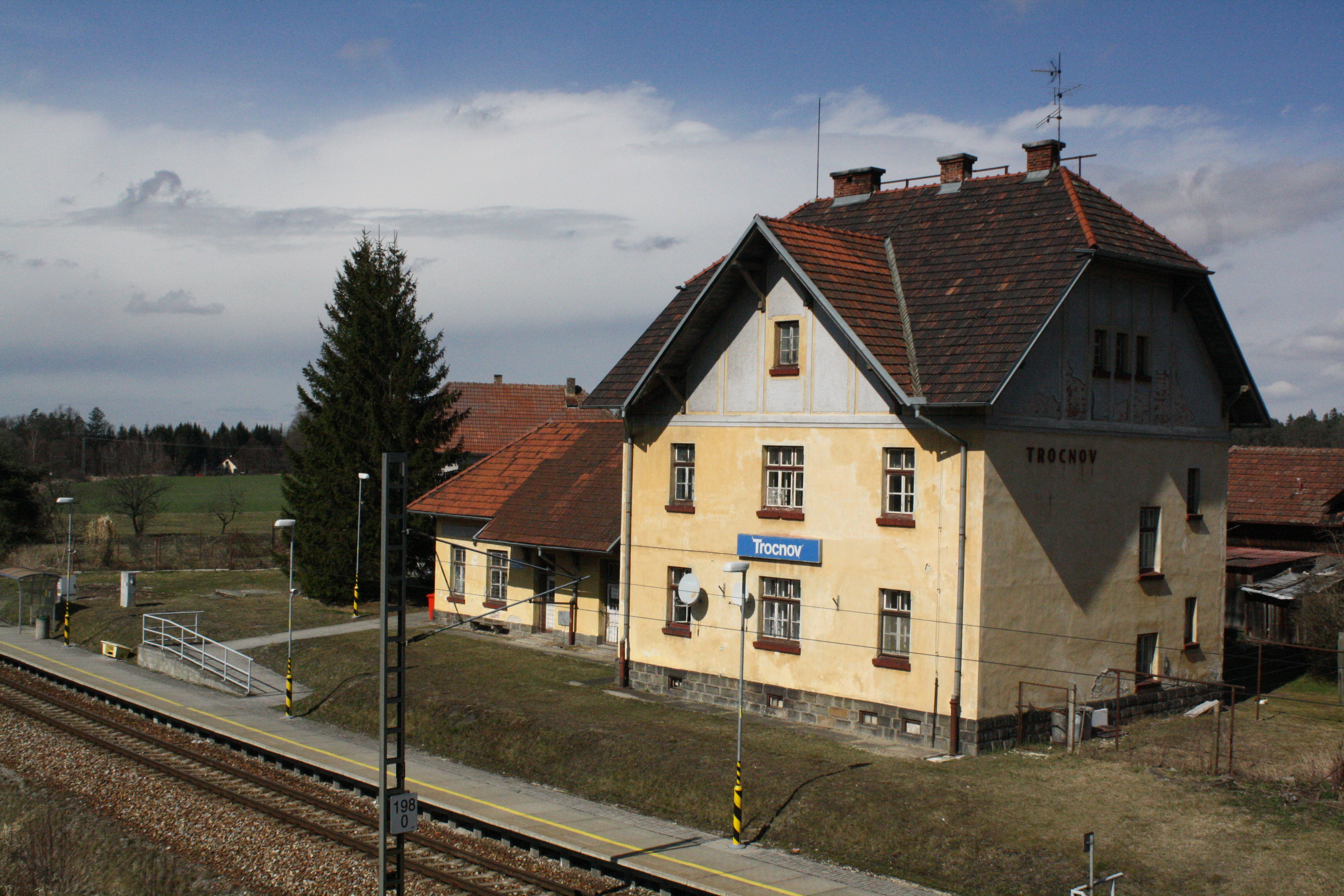
zastávka Trocnov
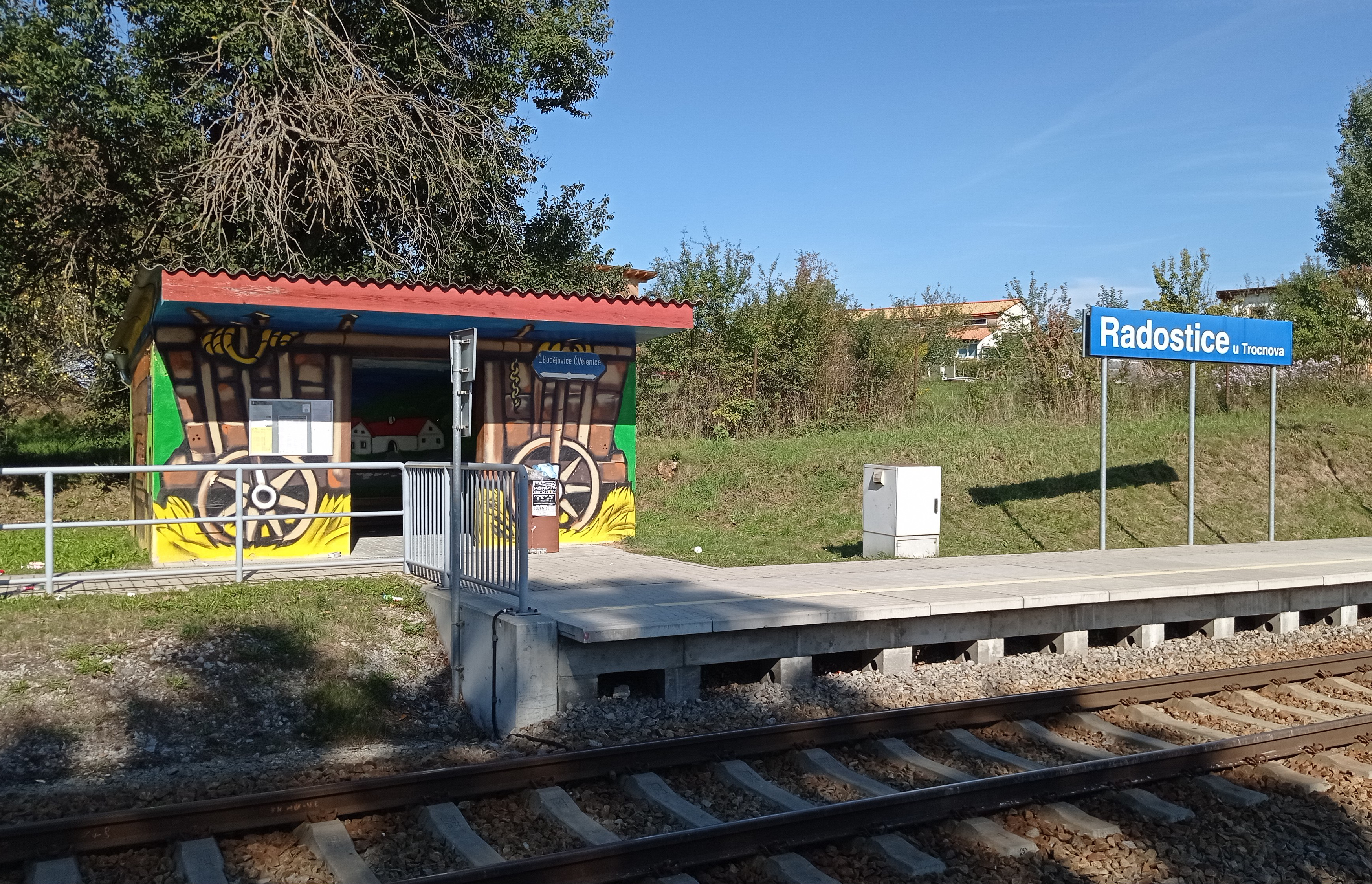
zastávka Radostice u Trocnova
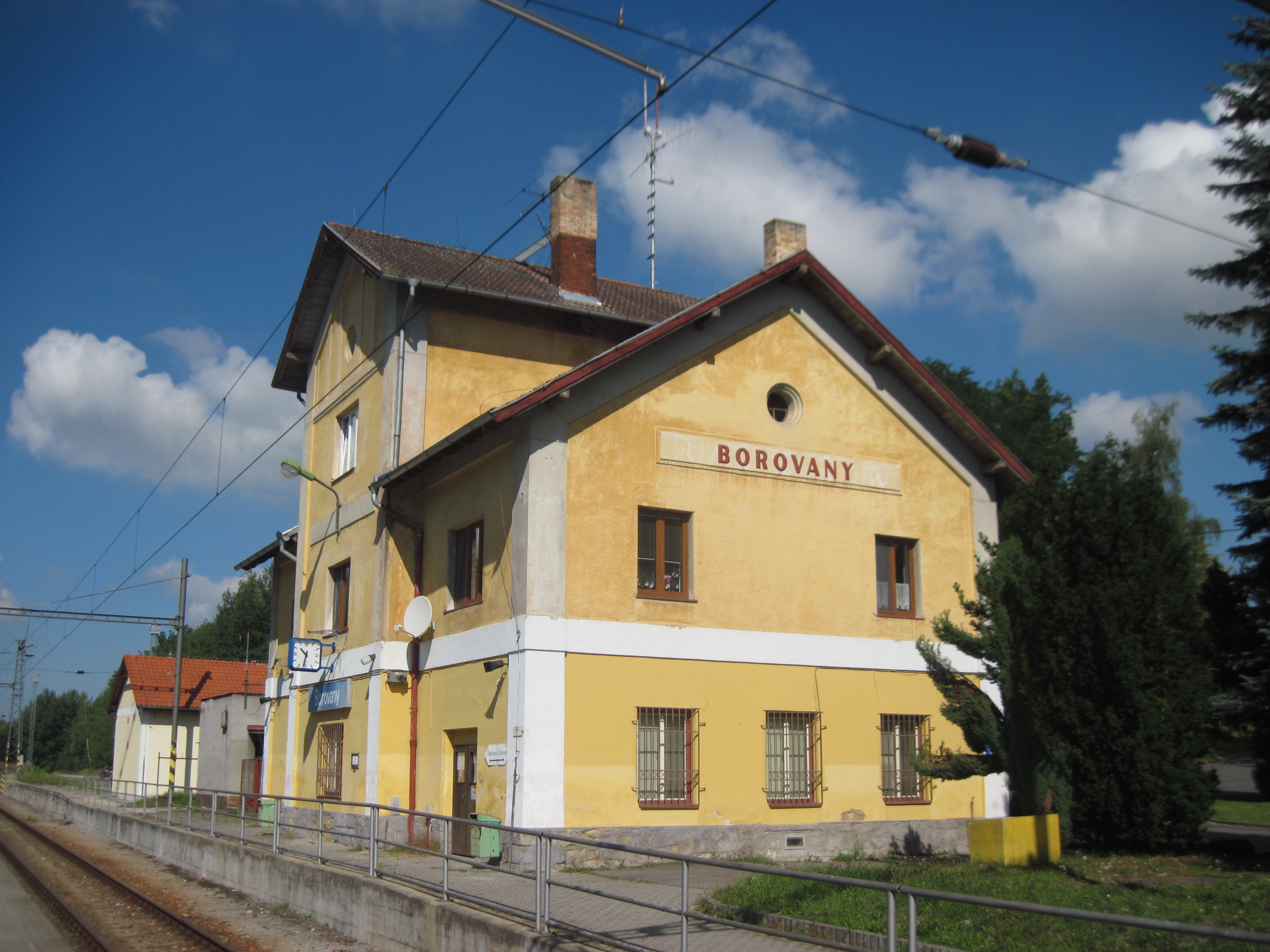
stanice Borovany
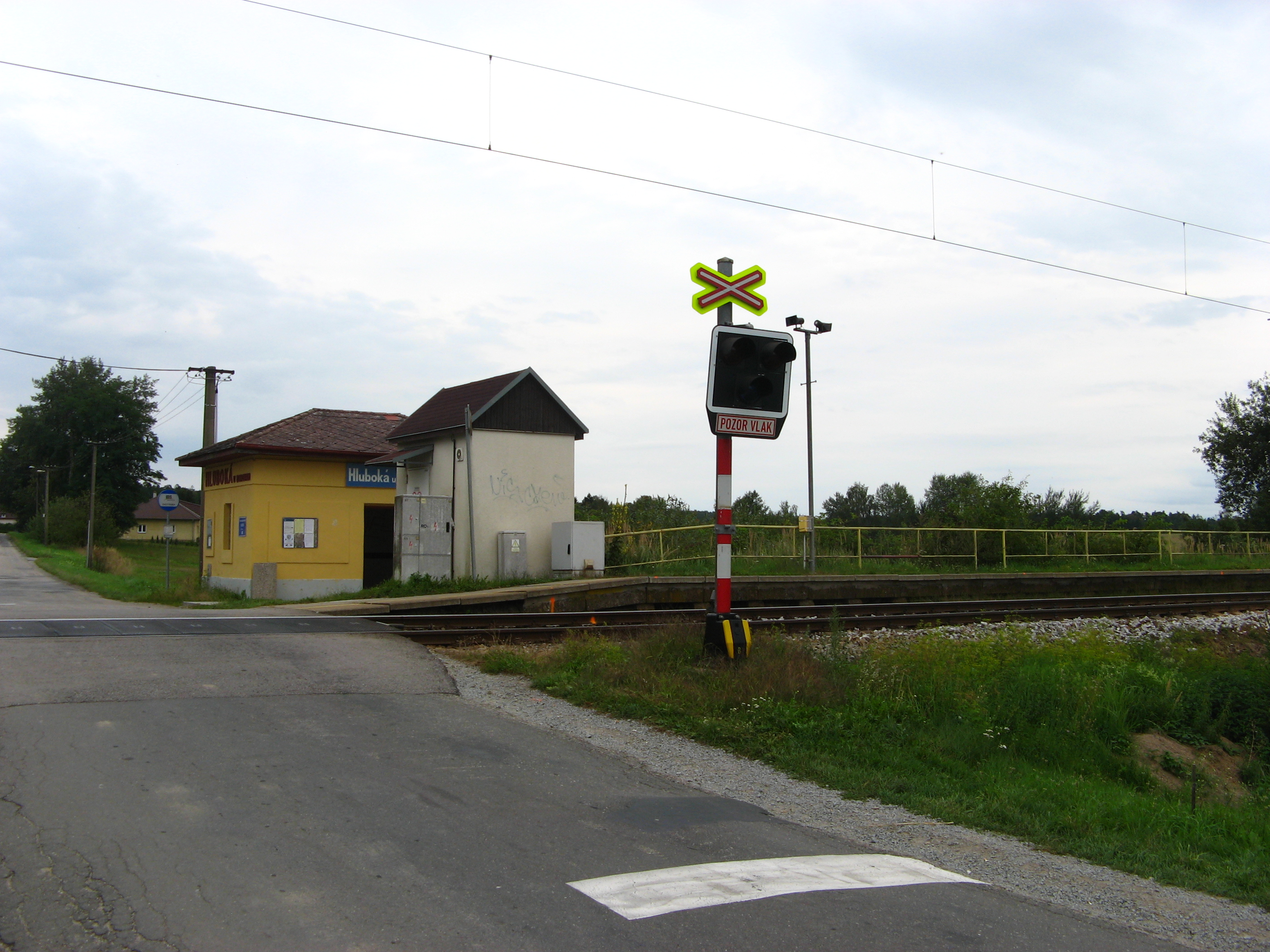
zastávka Hluboká u Borovan
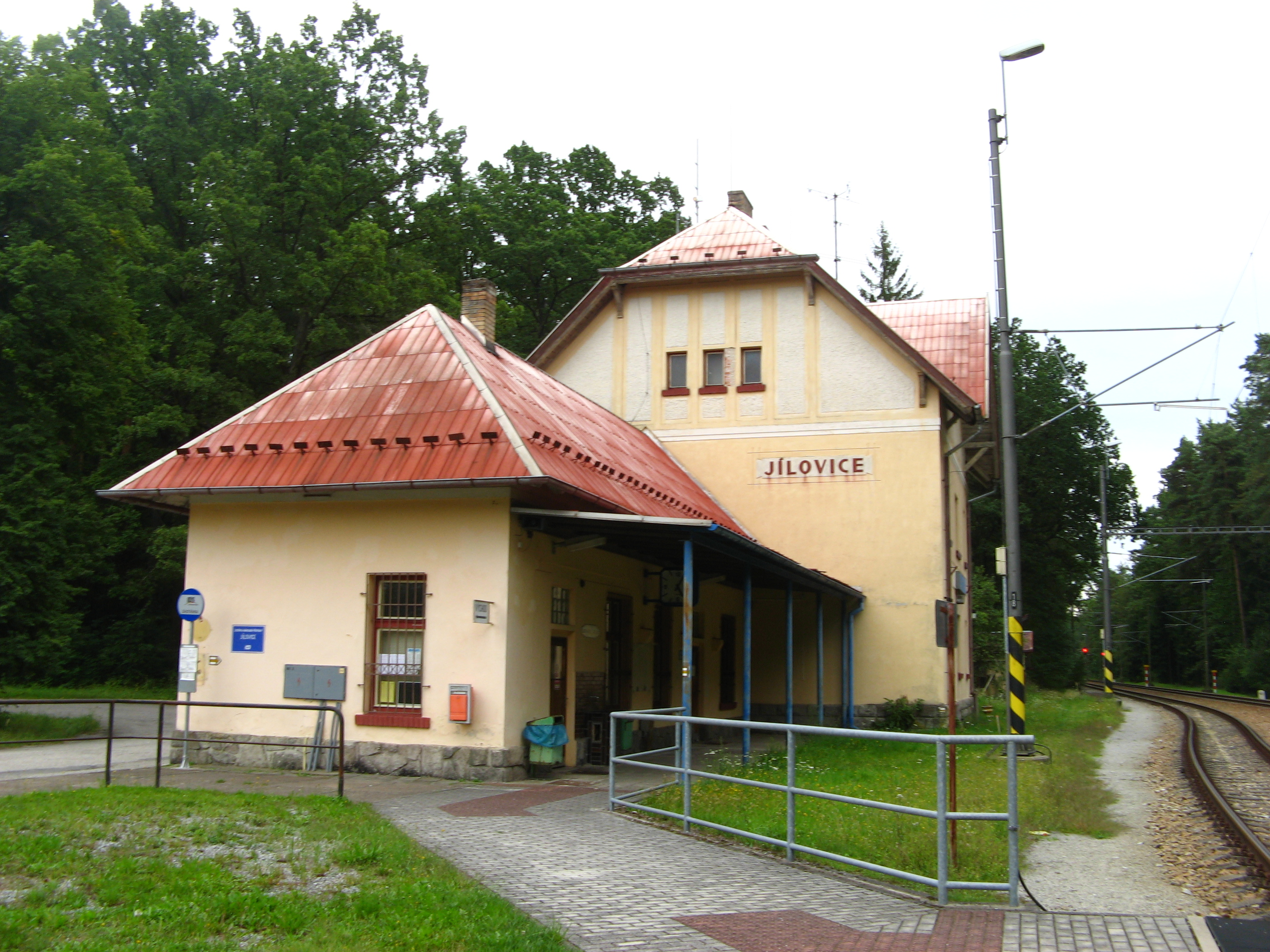
stanice Jílovice
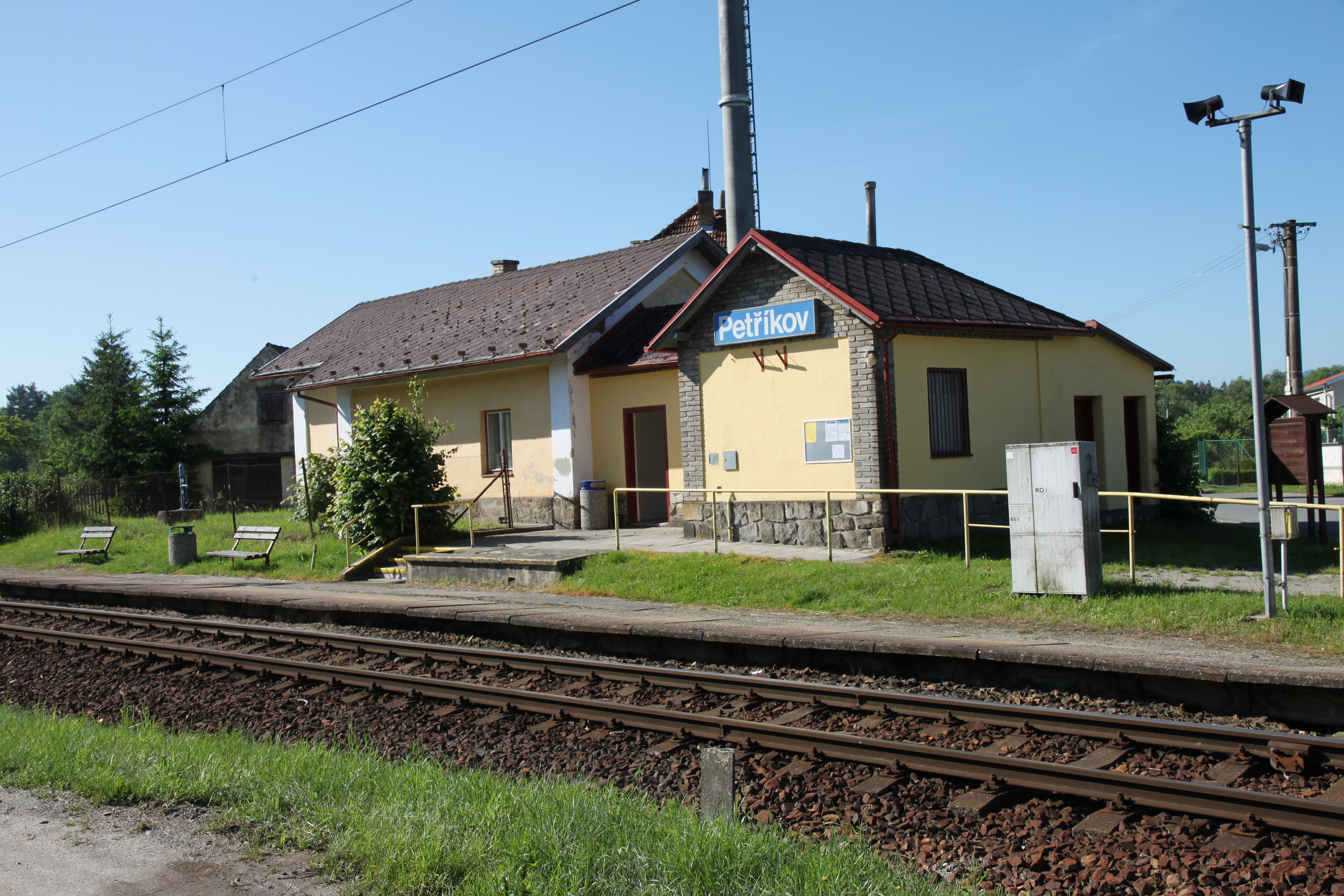
zastávka Petříkov
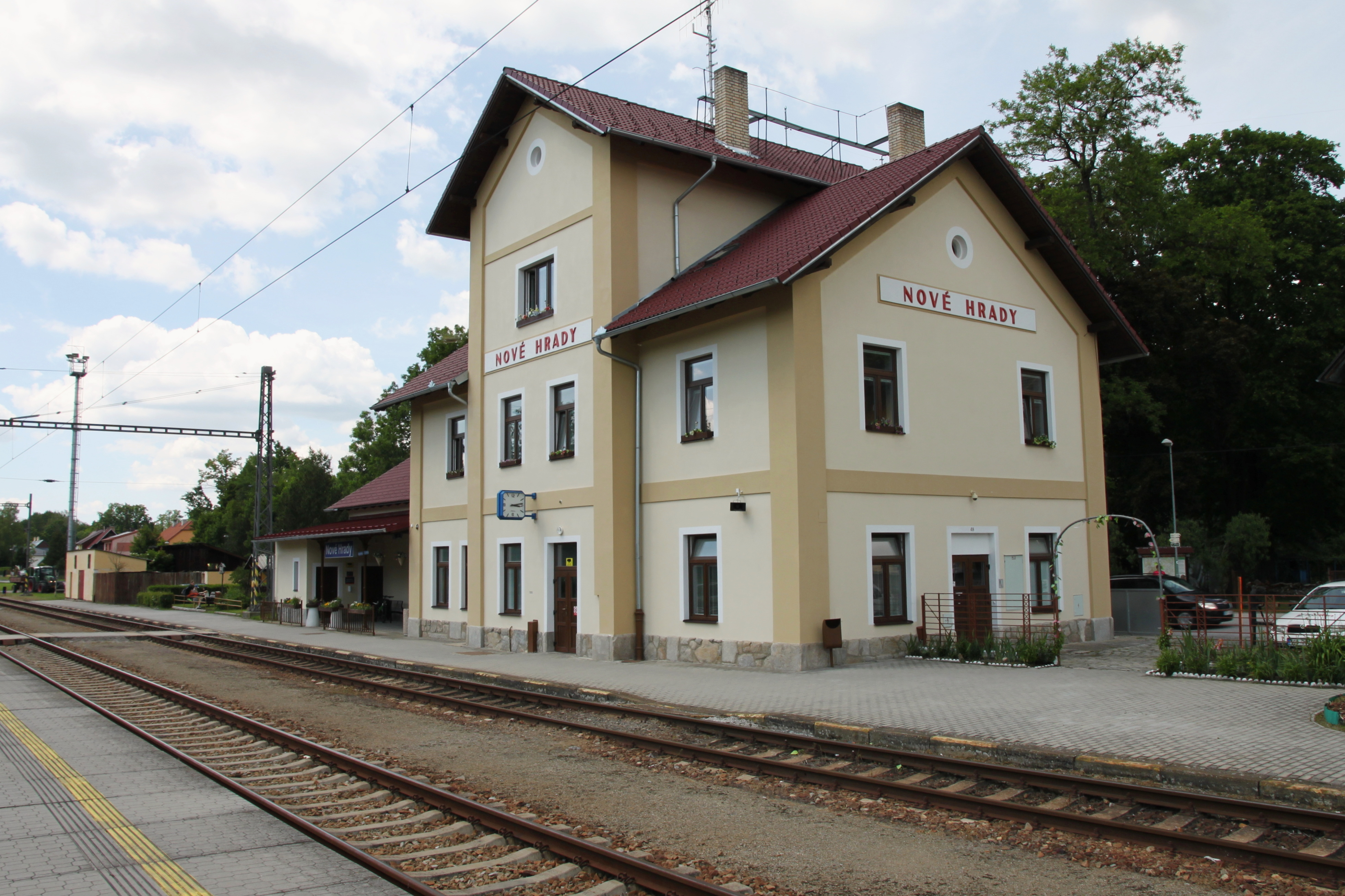
stanice Nové Hrady
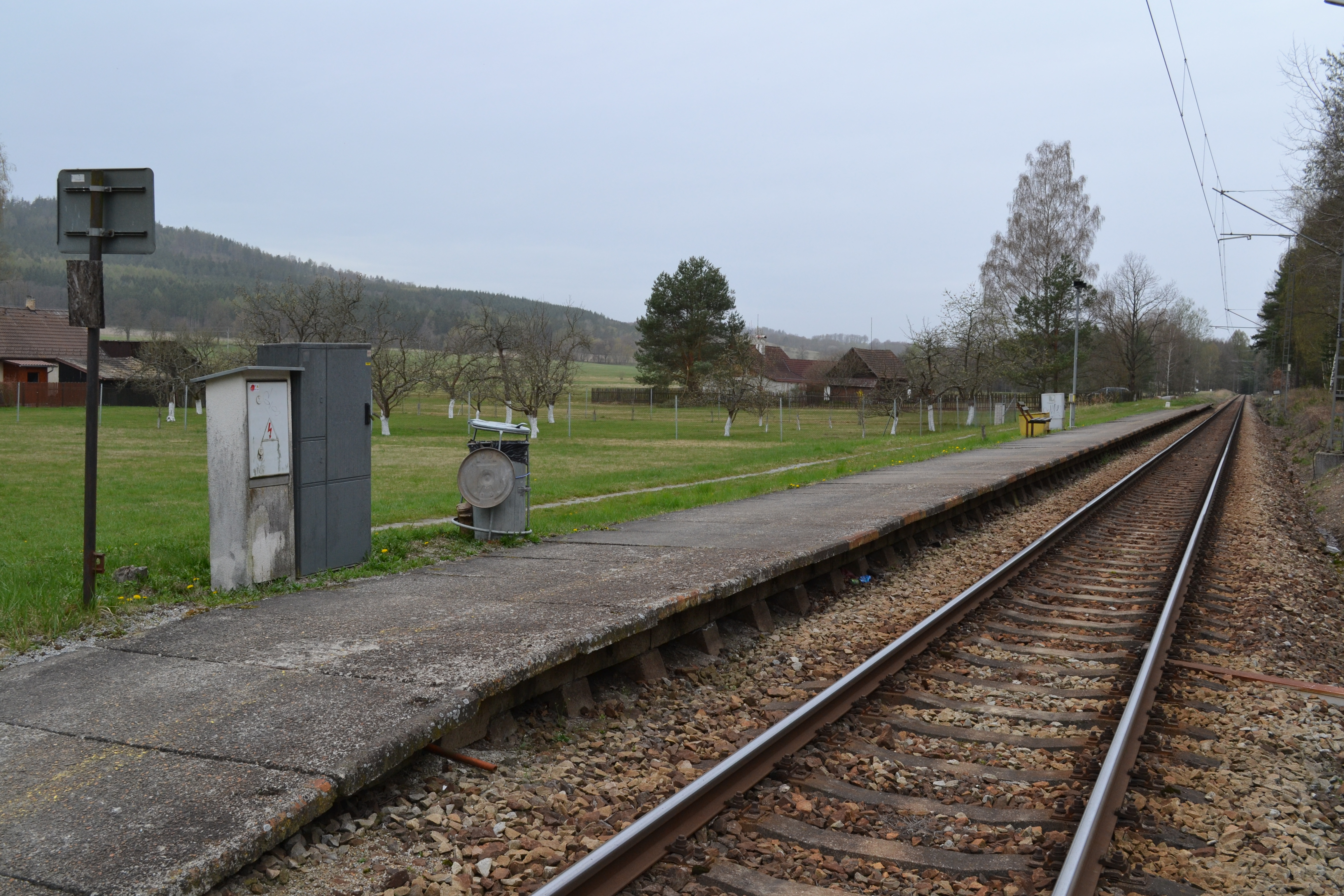
zastávka Vyšné
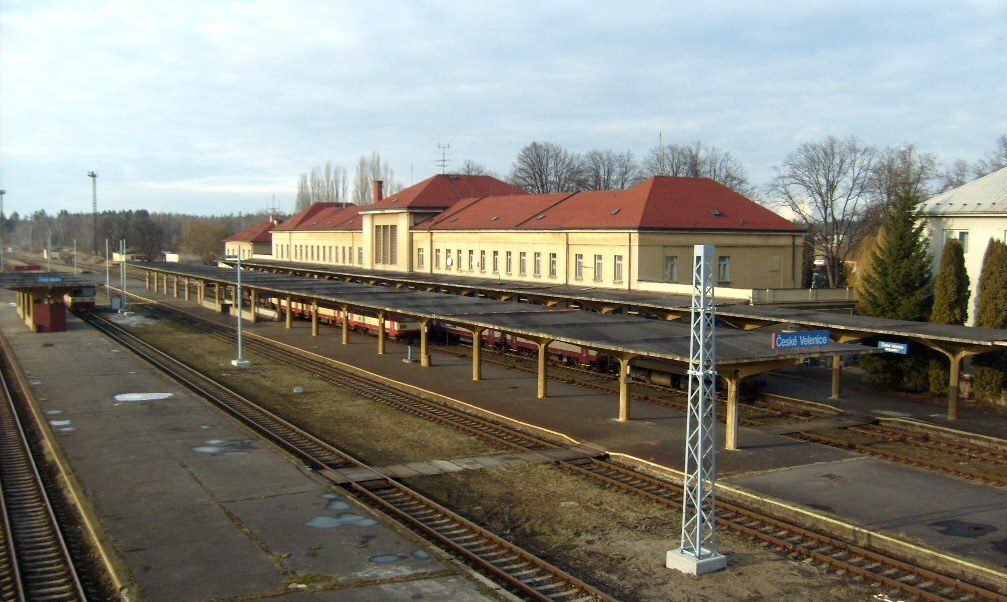
stanice České Velenice
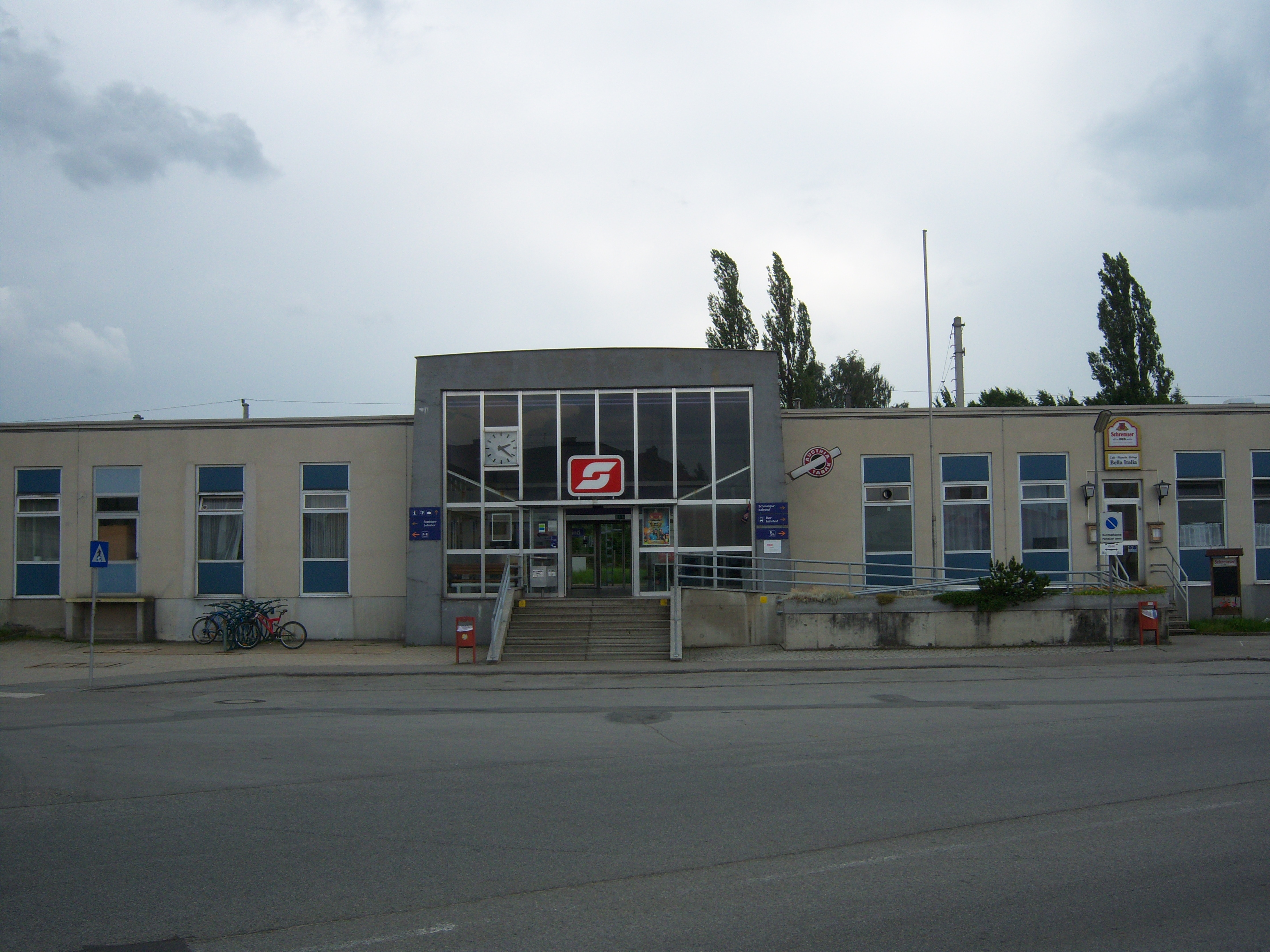
stanice Gmünd NÖ